# Raul Barbo
Raul Barbo (* 12. Februar 2000) ist ein spanischer Eishockeytorwart, der seit Anfang 2023 erneut beim CH Jaca in der spanischen Superliga spielt.

## Karriere
Raul Barbo, der zunächst Inlinehockey spielte und über einen Freund auf das Eis kam, begann seine Karriere als Eishockeyspieler beim CH Boadilla, für dessen erste Mannschaft er in der Saison 2016/17 sein Debüt in der spanischen Superliga gab. Nachdem einem Jahr beim Ligakonkurrenten Majadahonda HC wechselte er 2018 in die Ontario Hockey Academy nach Kanada, mit deren U18-Mannschaft er in der Prep School Hockey Federation spielte. Im selben Jahr wurde er von den Windsor Aces in der fünften Runde des Drafts der Greater Metro Hockey League als insgesamt 100. Spieler gezogen, aber nicht unter Vertrag genommen. 2019 wechselte er zu den Las Vegas Thunderbirds in die Western States Hockey League spielte aber überwiegend für die Seaforth Generals in der Canadian Premier Junior Hockey League, in der er die beste Fangquote und den geringsten Gegentorschnitt erreichte. 2020 kehrte er nach Spanien zurück und spielt dort – unterbrochen von einem halben Jahr beim Majadahonda HC – beim CH Jaca in der Superliga. Mit den Nordspaniern wurde er 2023 spanischer Meister und Pokalsieger.

### International
Für Spanien nahm Barbo im Juniorenbereich an den U18-Weltmeisterschaften 2016, als er jedoch nicht zum Einsatz kam, 2017 und 2018 sowie den U20-Weltmeisterschaften 2017, als er erneut nicht spielte, 2018, als er mit dem geringsten Gegentorschnitt und der zweitbesten Fangquote nach dem Kroaten Vito Nikolić auch zum besten Torhüter des Turniers gewählt wurde, 2019, als er zum besten Spieler seiner Mannschaft gewählt wurde, und 2020 jeweils in der Division II teil.
Im Seniorenbereich stand er erstmals bei der Weltmeisterschaft 2017 in der Division II im spanischen Aufgebot. Auch 2018, 2022 und 2023, als er mit der zweitbesten Fangquote und dem zweitgeringsten Gegentorschnitt (jeweils nach dem Georgier Iwan Starostin) zum besten Torhüter des Turniers gewählt wurde und damit auf heimischem Eis maßgeblich dazu beitrug, dass die Iberer erstmals seit 2011 wieder den Aufstieg in die Division I erreichten, spielte er in der Division II.

## Erfolge und Auszeichnungen
- 2020 Beste Fangquote und geringster Gegentorschnitt der Canadian Premier Junior Hockey League
- 2023 Spanischer Meister und Pokalsieger mit dem CH Jaca

### International
| - 2018 Aufstieg in die Division II, Gruppe A, bei der U18-Weltmeisterschaft der Division II, Gruppe B - 2018 Bester Torhüter der U18-Weltmeisterschaft der Division II, Gruppe B - 2018 Geringster Gegentorschnitt bei der U18-Weltmeisterschaft der Division II, Gruppe B - 2018 Aufstieg in die Division II, Gruppe A, bei der U20-Weltmeisterschaft der Division II, Gruppe B | - 2018 Aufstieg in die Division II, Gruppe A, bei der Weltmeisterschaft der Division II, Gruppe B - 2023 Aufstieg in die Division I, Gruppe B, bei der Weltmeisterschaft der Division II, Gruppe A - 2023 Bester Torhüter der Weltmeisterschaft der Division II, Gruppe A - 2023 Bester Torhüter der Vorqualifikation für die Olympische Winterspiele 2026, Gruppe L |